# The Wanton Song
The Wanton Song è un brano musicale della band inglese Led Zeppelin, pubblicato nell'album del 1975 Physical Graffiti.

## Panoramica
La canzone è il risultato di una jam session effettuata tra una prova e l'altra. È caratterizzata da un riff molto aggressivo suonato dalla chitarra di Jimmy Page accompagnato dalla potente batteria di John Bonham. Riprendendo le caratteristiche di Immigrant Song, il riff si basa sull'alternanza di due note su un'ottava differente. Robert Plant canta di una "silenziosa donna nella notte" e delle esperienze vissute con questa ideale "wanton woman" ("donna sregolata"). Per l'assolo di chitarra Page ha fatto uso dell'effetto riverbero ed inoltre ha collegato lo strumento ad un Leslie Speaker per ottenere un effetto Doppler, proprio come Jimi Hendrix fece nelle canzoni Little Wing e Angel. Jimmy Page aveva già collaudato la tecnica del riverbero al tempo della sua permanenza con gli Yardbirds. Nei primi lavori dei Led Zeppelin l'introduzione di questo effetto fu particolarmente difficile a causa delle opposizioni manifestate dai tecnici del suono.

## Esibizioni
La canzone fu suonata dai Led Zeppelin nel tour negli Stati Uniti nel 1975, successivamente fu abbandonata. Fu prevalentemente riprodotta nelle esibizioni live di Page e Plant tra il 1995 e 1998 come pezzo di apertura. Altre volte fu suonata durante la militanza di Page con i Black Crowes nel 1999.

## Formazione
- Robert Plant - voce
- Jimmy Page - chitarra
- John Paul Jones - basso
- John Bonham - batteria